# Premi Letterari Windham-Campbell
I Premi Letterari Windham–Campbell  (Donald Windham Sandy M. Campbell Literature Prizes) sono una serie di riconoscimenti letterari assegnati annualmente a scrittori di lingua inglese di tutte le nazionalità.
Sono stati istituiti nel 2011 per onorare la volontà dello scrittore Donald Windham morto l'anno prima, e del suo compagno, l'attore Sandy Campbell, morto nel 1988, entrambi biliofili con il sogno di creare un fondo che premiasse l'alta qualità letteraria e consentisse agli autori di concentrarsi sul proprio lavoro.
Suddivisi in 4 categorie (narrativa, saggistica, drammaturgia e teatro) e amministrati dalla Beinecke Rare Book and Manuscript Library dell'Università Yale, riconosce ad ogni vincitore un premio di 165.000 dollari.
| Anno | Narrativa                                 | Saggistica                                         | Drammaturgia                                                | Poesia                                  |
| ---- | ----------------------------------------- | -------------------------------------------------- | ----------------------------------------------------------- | --------------------------------------- |
| 2013 | Zoë Wicomb, James Salter, Tom McCarthy    | Jonny Steinberg, Jeremy Scahill, Adina Hoffman     | Naomi Wallace, Tarell Alvin McCraney, Stephen Adly Guirgis  |                                         |
| 2014 | Aminatta Forna, Jim Crace, Nadeem Aslam   | John Vaillant, Pankaj Mishra                       | Kia Corthron, Sam Holcroft, Noëlle Janaczewska              |                                         |
| 2015 | Teju Cole, Helon Habila, Ivan Vladislavic | Edmund de Waal, Geoff Dyer, John Jeremiah Sullivan | Jackie Sibblies Drury, Helen Edmundson, debbie tucker green |                                         |
| 2016 | Tessa Hadley, C. E. Morgan, Jerry Pinto   | Hilton Als, Stanley Crouch, Helen Garner           | Branden Jacobs-Jenkins, Hannah Moscovitch, Abbie Spallen    |                                         |
| 2017 | André Alexis, Erna Brodber                | Maya Jasanoff, Ashleigh Young                      | Marina Carr, Ike Holter                                     | Ali Cobby Eckermann, Carolyn Forché     |
| 2018 | John Keene, Jennifer Nansubuga Makumbi    | Sarah Bakewell, Olivia Laing                       | Lucas Hnath, Suzan-Lori Parks                               | Lorna Goodison, Cathy Park Hong         |
| 2019 | Danielle McLaughlin, David Chariandy      | Raghu Karnad, Rebecca Solnit                       | Young Jean Lee, Patricia Cornelius                          | Ishion Hutchinson, Kwame Dawes          |
| 2020 | Namwali Serpell, Yiyun Li                 | Maria Tumarkin, Anne Boyer                         | Aleshea Harris, Julia Cho                                   | Bhanu Kapil, Jonah Mixon-Webster        |
| 2021 | Dionne Brand, Renee Gladman               | Kate Briggs, Vivian Gornick                        | Nathan Alan Davis, Michael R. Jackson                       | Canisia Lubrin, Natalie Scenters-Zapico |
| 2022 | Tsitsi Dangarembga, Siphiwe Gloria Ndlovu | Margo Jefferson, Emmanuel Iduma                    | Winsome Pinnock, Sharon Bridgforth                          | Wong May, Zaffar Kunial                 |
| 2023 | Percival Everett, Ling Ma                 | Susan Williams, Darran Anderson                    | Dominique Morisseau, Jasmine Lee-Jones                      | Alexis Pauline Gumbs, dg nanouk okpik   |
| 2024 | Deirdre Madden, Kathryn Scanlan           | Christina Sharpe, Hanif Abdurraqib                 | Christopher Chen, Sonya Kelly                               | Jen Hadfield, M. NourbeSe Philip        |
| 2025 | Sigrid Nunez, Anne Enright                | Patricia J. Williams, Rana Dasgupta                | Roy Williams, Matilda Feyiṣayọ Ibini                        | Anthony V. Capildeo, Tongo Eisen-Martin |
| Anno | Narrativa                                 | Saggistica                                         | Drammaturgia                                                | Poesia                                  |